# SMS Bremen
Le SMS Bremen, lancé en juillet 1903 et achevé en 1904, est un croiseur léger de la marine impériale allemande. De classe Bremen, il fut utilisé comme croiseur stationnaire et éclaireur. Il a été torpillé par un sous-marin britannique dans la première moitié de la Première Guerre mondiale le 17 décembre 1915.

## Galerie

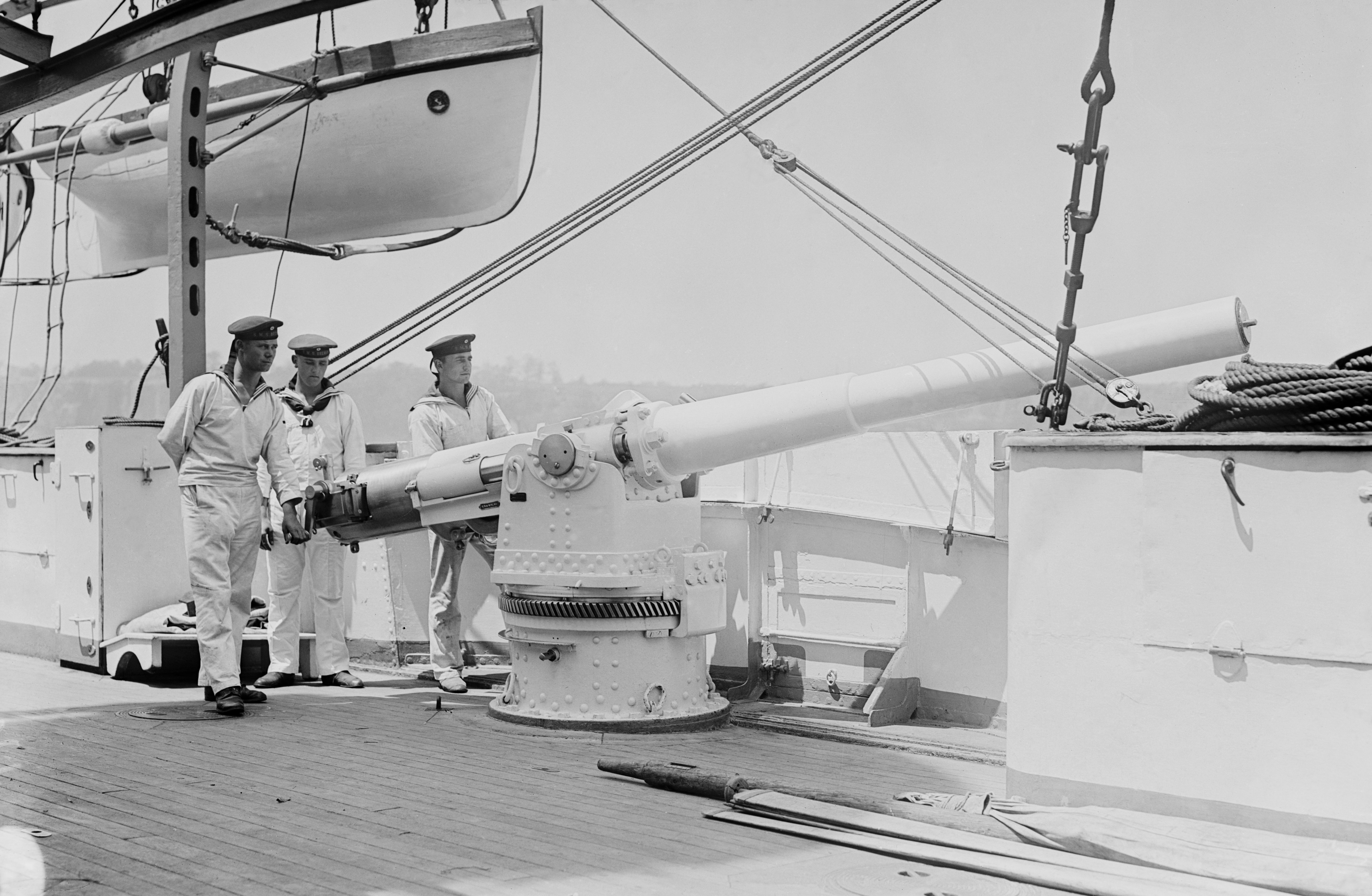
Canon de 10,5 cm sur le SMS Bremen.

## Commandants
| Mai à juillet 1904                  | Korvettenkapitän/Fregattenkapitän Paul Schlieper         |
| Juillet 1904 à décembre 1906        | Korvettenkapitän/Fregattenkapitän Richard Koch (de)      |
| 5 décembre 1906 au 15 novembre 1908 | Fregattenkapitän/Kapitän zur See Hermann Alberts (de)    |
| Décembre 1908 à octobre 1909        | Fregattenkapitän/Kapitän zur See Albert Hopman (de)      |
| Octobre 1909 à octobre 1911         | Fregattenkapitän/Kapitän zur See Ernst Goette            |
| 4 octobre 1911 au 14 avril 1912     | Korvettenkapitän Hans Seebohm (de)                       |
| Avril à mai 1912                    | Korvettenkapitän/Fregattenkapitän Heinrich Retzmann (de) |
| 9 mai 1912 au 27 mars 1914          | Fregattenkapitän Hans Seebohm                            |
| Mai au 17 décembre 1915             | Korvettenkapitän Axel Walter                             |